# Cleveland Cyclecar Company
Cleveland Cyclecar Company war ein US-amerikanischer Hersteller von Automobilen.

## Unternehmensgeschichte
Das Unternehmen wurde 1914 in Cleveland in Ohio gegründet. Genannt werden W. E. Burnes, der vorher bei Garford und Stearns tätig war, und W. H. Hoyes, der vorher bei Stearns und der Royal Motor Car Company arbeitete. Designer war der Engländer Robert Clark, der bei der Daimler Motor Company und Humber Erfahrungen gesammelt hatte. Sie begannen 1914 mit der Produktion von Automobilen. Der Markenname lautete Cleveland. Noch 1914 endete die Produktion.

## Fahrzeuge
Das einzige Modell wird als Cyclecar bezeichnet, obwohl unklar ist, ob es die Kriterien erfüllt. Ein wassergekühlter Vierzylindermotor mit 16 PS Leistung trieb über ein Friktionsgetriebe und Riemen die Hinterachse an. Die offene Karosserie des Roadsters bot zwei Personen Platz. Der Neupreis betrug 395 US-Dollar.

## Übersicht über Pkw-Marken aus den USA, dieClevelandbeinhalten
| Marke                   | Hersteller                                 | Vermarktungsbeginn | Vermarktungsende | Ort, Bundesstaat        |
| ----------------------- | ------------------------------------------ | ------------------ | ---------------- | ----------------------- |
| Cleveland               | Sperry Engineering Company                 | 1898               | 1900             | Cleveland, Ohio         |
| Cleveland               | General Automobile & Manufacturing Company | 1902               | 1902             | Cleveland, Ohio         |
| Cleveland               | Cleveland Automobile Company (von 1902)    | 1902               | 1904             | Cleveland, Ohio         |
| Cleveland               | Cleveland Motor Car Company                | 1905               | 1909             | New York City, New York |
| Cleveland               | Cleveland Electric Vehicle Company         | 1909               | 1910             | Cleveland, Ohio         |
| Cleveland               | Cleveland Cyclecar Company                 | 1914               | 1914             | Cleveland, Ohio         |
| Cleveland               | Cleveland Automobile Company (von 1919)    | 1919               | 1926             | Cleveland, Ohio         |
| Cleveland Three-Wheeler | American Bicycle Company                   | 1900               | 1901             | Cleveland, Ohio         |